# Avenue de Messine
Ne doit pas être confondu avec rue de Messine.
L’avenue de Messine est une voie du 8e arrondissement de Paris. 

## Situation et accès
Longue de 387 mètres, elle commence au 134, boulevard Haussmann et au 55, rue de Miromesnil et finit au 1, place de Rio-de-Janeiro et au 37, rue de Lisbonne.
Le quartier est desservi par les lignes de métro 9 et 13 à la station Miromesnil.

## Origine du nom
Cette voie doit son nom à la ville sicilienne de Messine.

## Historique

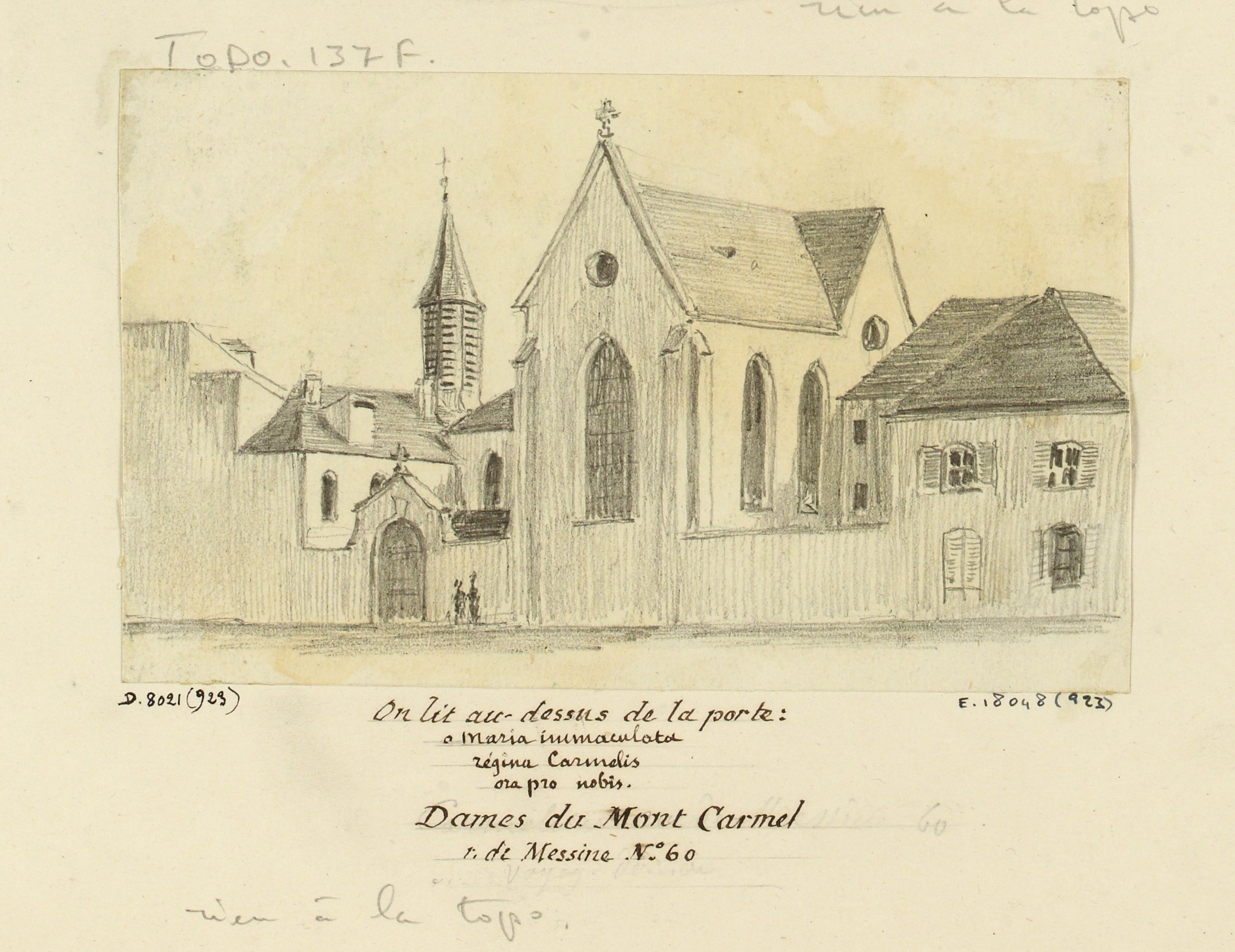
Ancien carmel de l'avenue de Messine, dont la chapelle se trouvait à la hauteur du no 23.

À ne pas confondre avec son homonyme la jouxtant, la « rue de Messine », l'avenue de Messine fut tracée en 1826 entre la rue de Plaisance (aujourd'hui rue de Téhéran) et les rues de Valois-du-Roule (aujourd'hui rue de Monceau) et de Lisbonne, sur les terrains appartenant à Jonas Hagerman et Sylvain Mignon, spéculateurs associés dans la création du quartier de l'Europe. Elle fut prolongée en 1862 jusqu'au boulevard Haussmann sur les terrains de l'ancien abattoir du Roule (voir « Rue de Miromesnil »).
L'avenue de Messine « était naguère patricienne, voire un peu austère, avec ses hôtels sans sourire et ses grands immeubles solennels, guindés, et qui paraissaient tellement soucieux de respectabilité. Il n'y avait pas un seul boutiquier, cela va de soi. Sur la façade d'une des maisons de l'avenue reste visible (en 1954) une plaque d'émail portant une inscription qui nous paraît assez naïve : ASCENSEUR. Je pense que le propriétaire, ayant eu quelque difficulté dans ses locations, entendait que nul n'ignorât le confort exceptionnel dont bénéficiait son immeuble ».
Au carrefour entre l'avenue de Messine et le boulevard Haussmann (place du Pérou), une statue en bronze de William Shakespeare, « au chef mélancoliquement incliné et qui laissait traîner son manteau sur le socle », due au sculpteur Paul Fournier, fut érigée en 1888 aux frais de William Knighton, ressortissant britannique qui habitait l'immeuble d'angle situé au 134, boulevard Haussmann. Elle fut fondue pendant la mobilisation des métaux non ferreux de la Seconde Guerre mondiale et ne fut pas remplacée. Le souvenir en a été conservé par la papeterie À Shakespeare, située au 109, boulevard Haussmann, à l'angle de la rue d'Argenson.

## Bâtiments remarquables et lieux de mémoire
- No 1 : galerie spécialisée dans la reproduction de tableaux fondée par le cycliste, skieur et pilote automobile Igor Troubetzkoy (1912-2008), reprise ensuite par son fils[4].
- No 5 : emplacement  d'un ancien couvent de Carmélites.
- No 7 : la Cinémathèque française y fut créée par Henri Langlois le 26 octobre 1948. Elle comportait sur trois étages une salle de projection de 60 places ainsi que le premier musée du cinéma. C'est dans cette salle que se rencontrèrent les « Jeunes Turcs »[5], notamment François Truffaut, Jean-Luc Godard, Jacques Rivette, Éric Rohmer et Suzanne Schiffman. La Cinémathèque resta dans ces locaux jusqu'au 1er décembre 1955.
- No 10 : habité par Henri Beraldi (1849-1931), historien d'art et grand collectionneur de livres et d'estampes romantiques[6], et par Ambroise Tardieu, agent de change[7]. Louis Carré (1897-1977) y a fondé en 1937 une célèbre galerie d'art spécialisée dans l'art moderne. C'est ici que Marcel Valtat avait installé les bureaux du CPA, Comité Permanent Amiante, ainsi que ses éditions et Communications économiques et sociales.

Ce fut également le siège de la chancellerie de la légation d'Haïti au début du XXe siècle.
- No 13 : emplacement du square de Messine, qui avait absorbé l'impasse Emery à la fin du XIXe siècle.

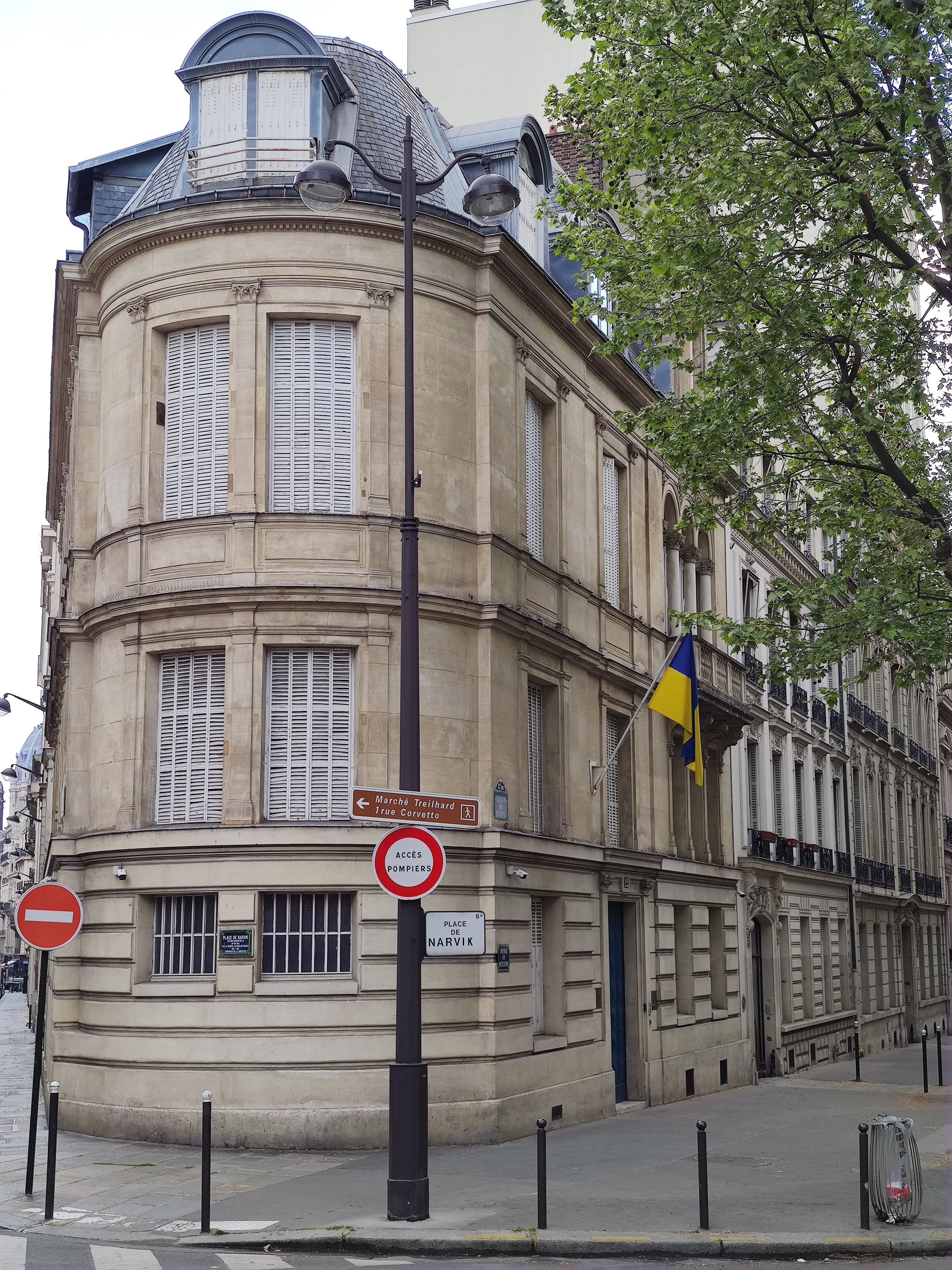
No 22 : centre culturel ukrainien.

- No 16 : hôtel du prince Jacques de Broglie (1878-1974), fils du prince Henri-Amédée de Broglie et de la princesse, née Marie Say, héritière des sucreries Say[6]. Le 19 octobre 1921, un attentat à la grenade y est perpétré contre l’ambassadeur des États-Unis Myron Timothy Herrick, alors domicilié à cette adresse ; cet attentat, qui ne fait qu’un blessé léger, s’inscrit dans le cadre de la campagne contre la condamnation à mort des anarchistes italiens Sacco et Vanzetti[9].
- No 20 : le marchand d'art Paul Guillaume (1891-1934) y vécut avec son épouse Domenica (1898-1977) au début des années 1920[10],[11].
- No 21 : fondation CIGREF.

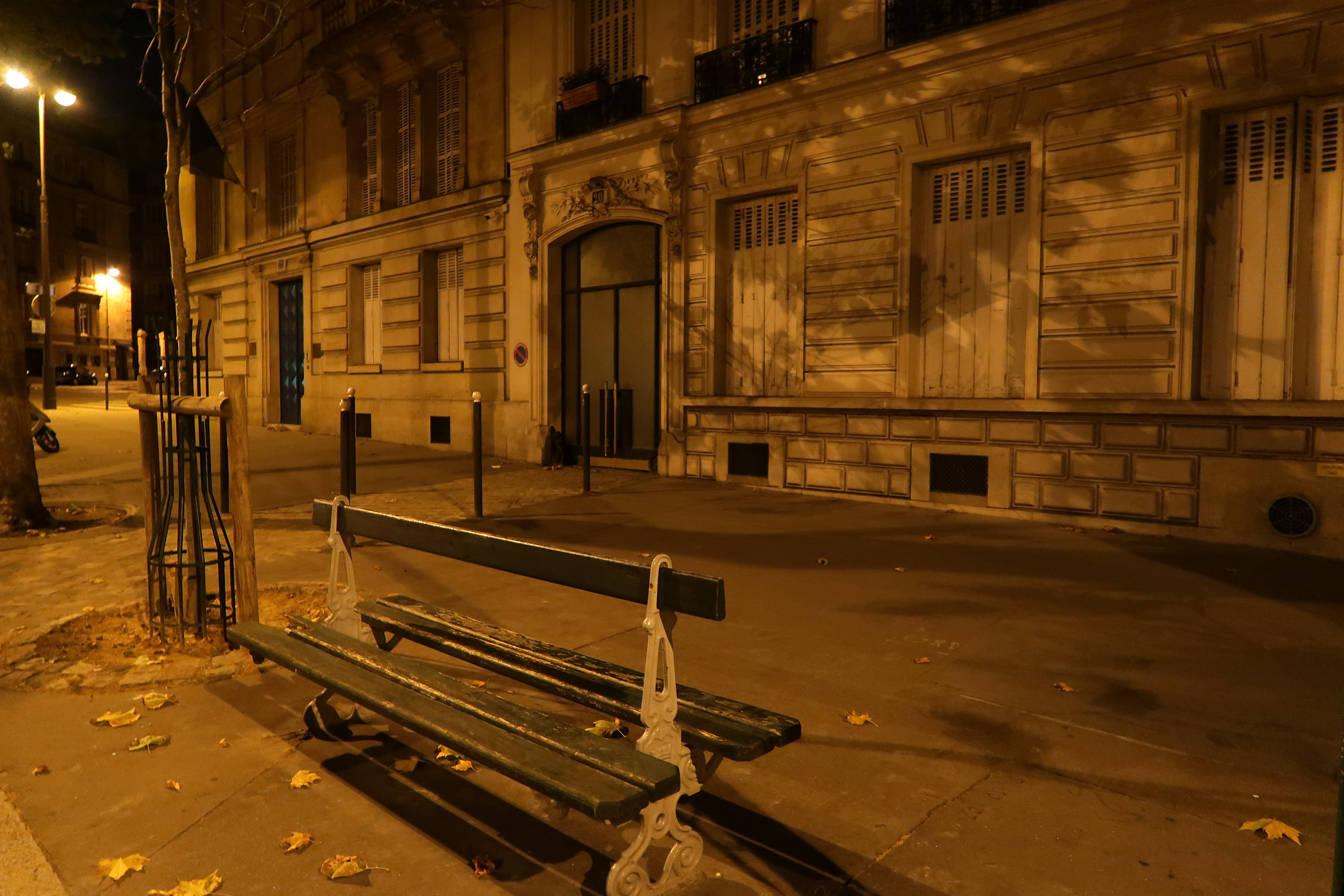
Façade du no 22, de nuit.

- No 22 (angle de la rue de la Bienfaisance) : hôtel de la soprano italienne Lina Cavalieri (1874-1944), renommée pour sa beauté (en 1910)[12],[13]. Domicile de l’acteur Alain Delon de 1961 à 1968 (et de Romy Schneider jusqu'à leur séparation en 1963 puis Nathalie Delon, sa compagne et femme entre 1964 et 1969). L'escalier fut réalisé par Georges Geffroy. L’homme à tout faire de l’acteur, Stefan Markovitch, y habite un deux-pièces. C’est d’ailleurs sur le trottoir de l’avenue de Messine qu’il est aperçu vivant pour la dernière fois, le 22 septembre 1968 : on retrouve son corps quelques jours plus tard dans une décharge[14]. En 1967, le bâtiment sert de lieu de tournage au film Le Samouraï. Par la suite, espace culturel de l'ambassade d'Ukraine[15].

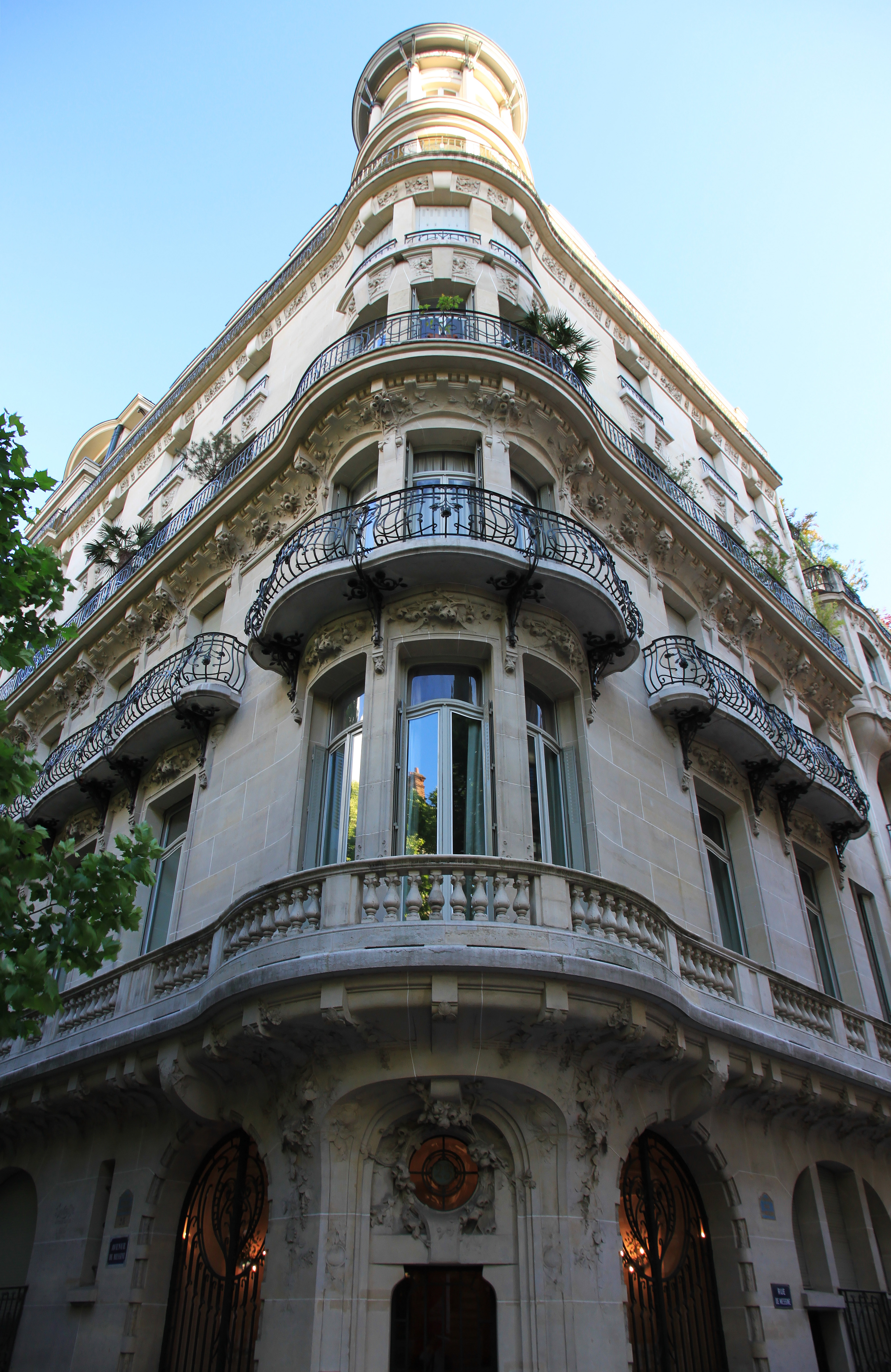
No 23 : bâtiment Art nouveau de Jules Lavirotte.

- No 23 (angle de la rue de Messine) : au début du XXe siècle, on trouve à cet emplacement une maison de retraite et la chapelle du couvent des Carmélites[16].

En 1906, l'édifice précédent est démoli et un hôtel particulier et une maison de rapport construits par l'architecte Jules Lavirotte, ornés de grès flammés d'Alexandre Bigot, dont les sculptures décoratives sont l'œuvre de Léon Binet et les ferronneries celle d'Auguste Dondelinger, le remplacent. À l'époque, le dernier niveau de l’hôtel est aménagé en toit-terrasse, avec un véritable jardin dessiné par l’architecte. En 1907, l'immeuble, qui ne compte alors que deux étages (le musée Carnavalet en conserve une photo), est primé au concours de façades de la ville de Paris.

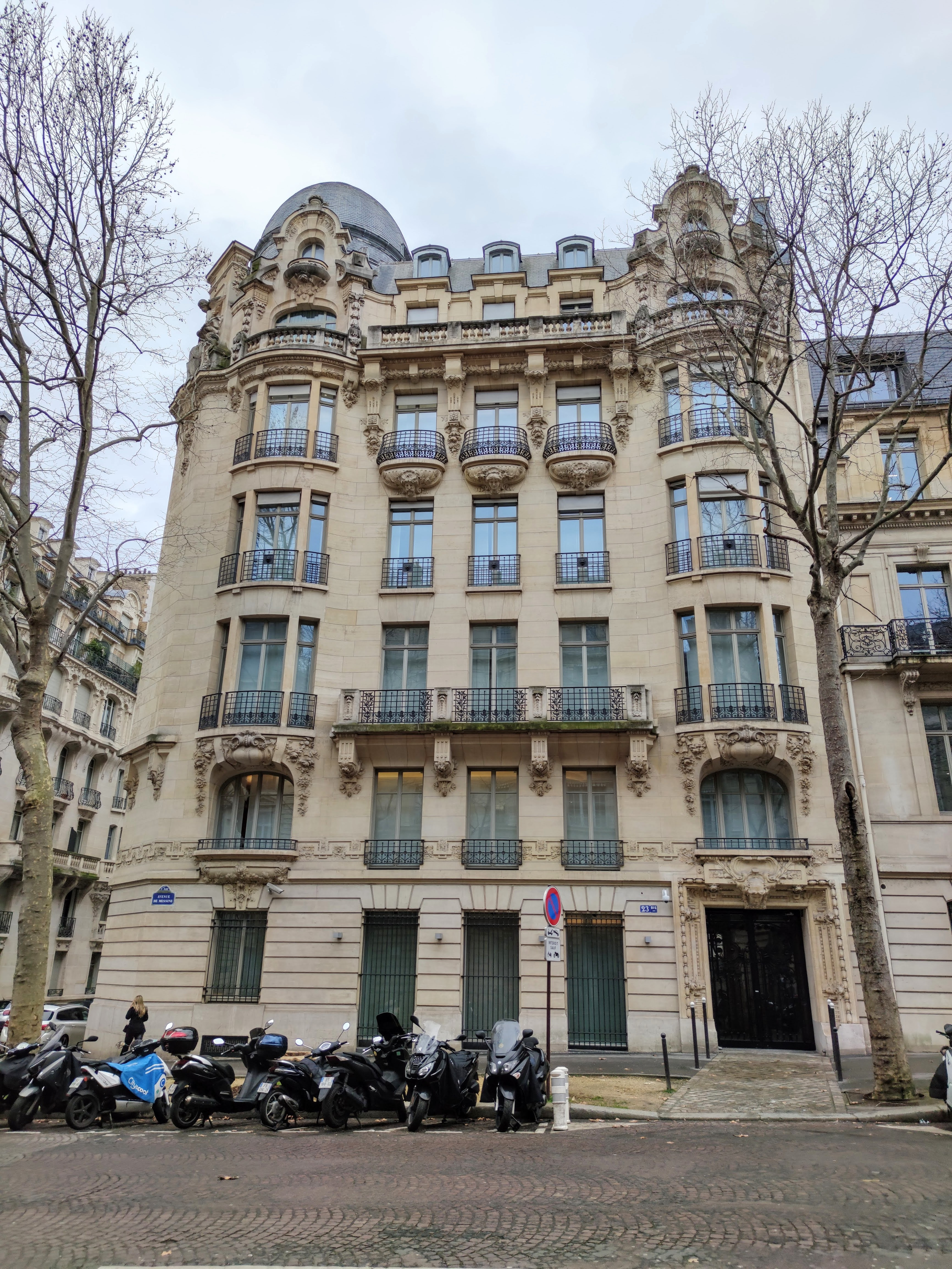
No 23 bis.

- No 23 bis : immeuble Art nouveau de 1906 construit par Léon Chesnay[18] ; banque d'affaires Rothschild et Cie.
- No 25 : adresse supposée, dans un immeuble d'appartements à plusieurs étages, du personnage de l'amant dans la pièce de Sacha Guitry Faisons un rêve (1916) et le film que le même en a tiré.

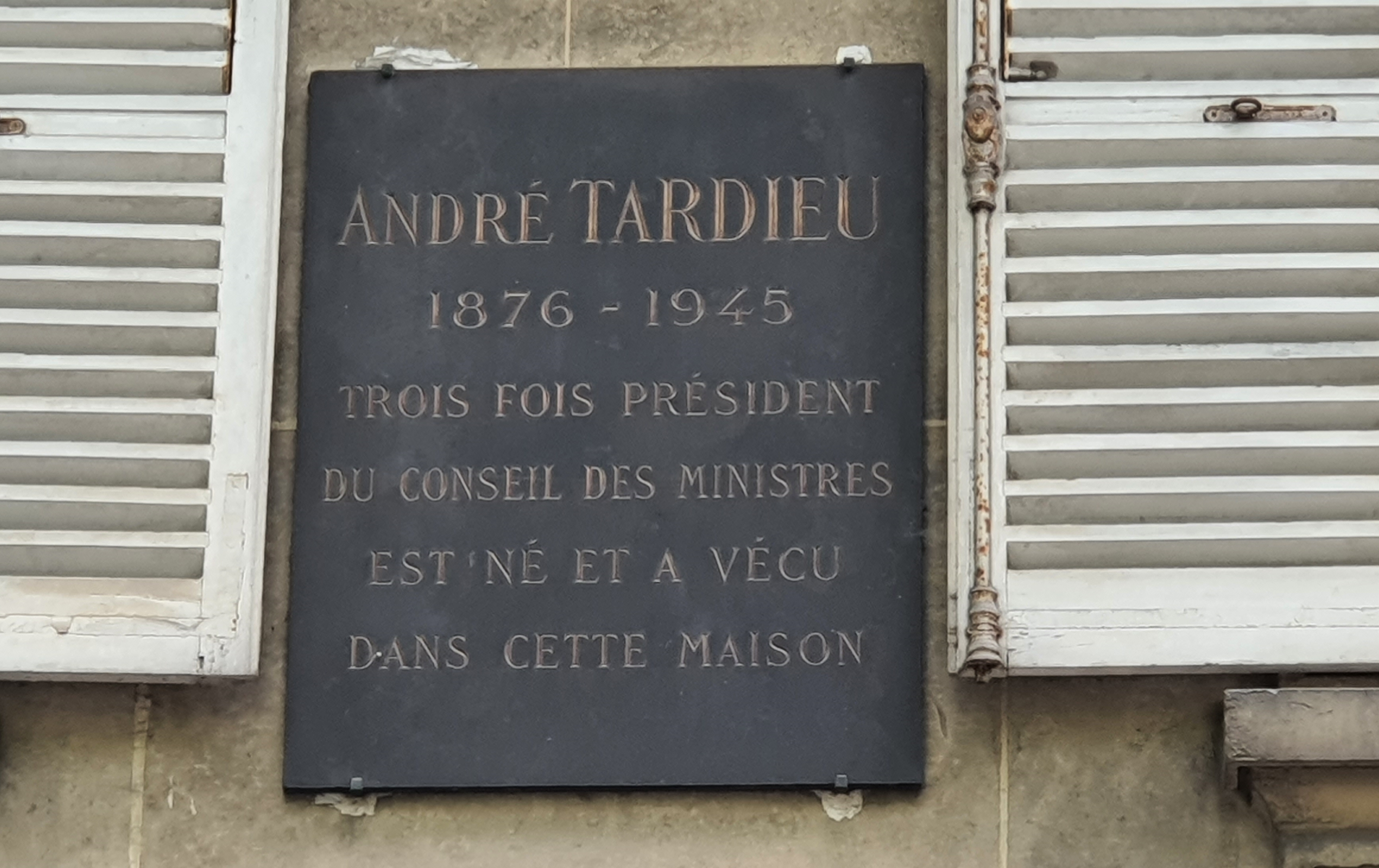
Plaque au no 26.

- No 26 : habité par André Tardieu (1876-1945), trois fois président du Conseil sous la Troisième République (plaque commémorative)[7]. L'immeuble fut également le domicile de ses parents[19].
- No 30 : les bas-reliefs d’esprit maniériste encadrant la fenêtre centrale du premier étage, les Fleurs et les Fruits, sont l’œuvre du sculpteur Louis-Ernest Barrias et ont été sculptées en 1883[20].
- No 34 : anciennement ambassade d'Équateur en France.

L'AS Messine Paris, club sportif ayant existé de 1937 à 2012, tire son nom du Groupe Messine, compagnie d'électricité qui tirait elle-même son nom de la rue ou avenue de Messine, où elle avait son siège.

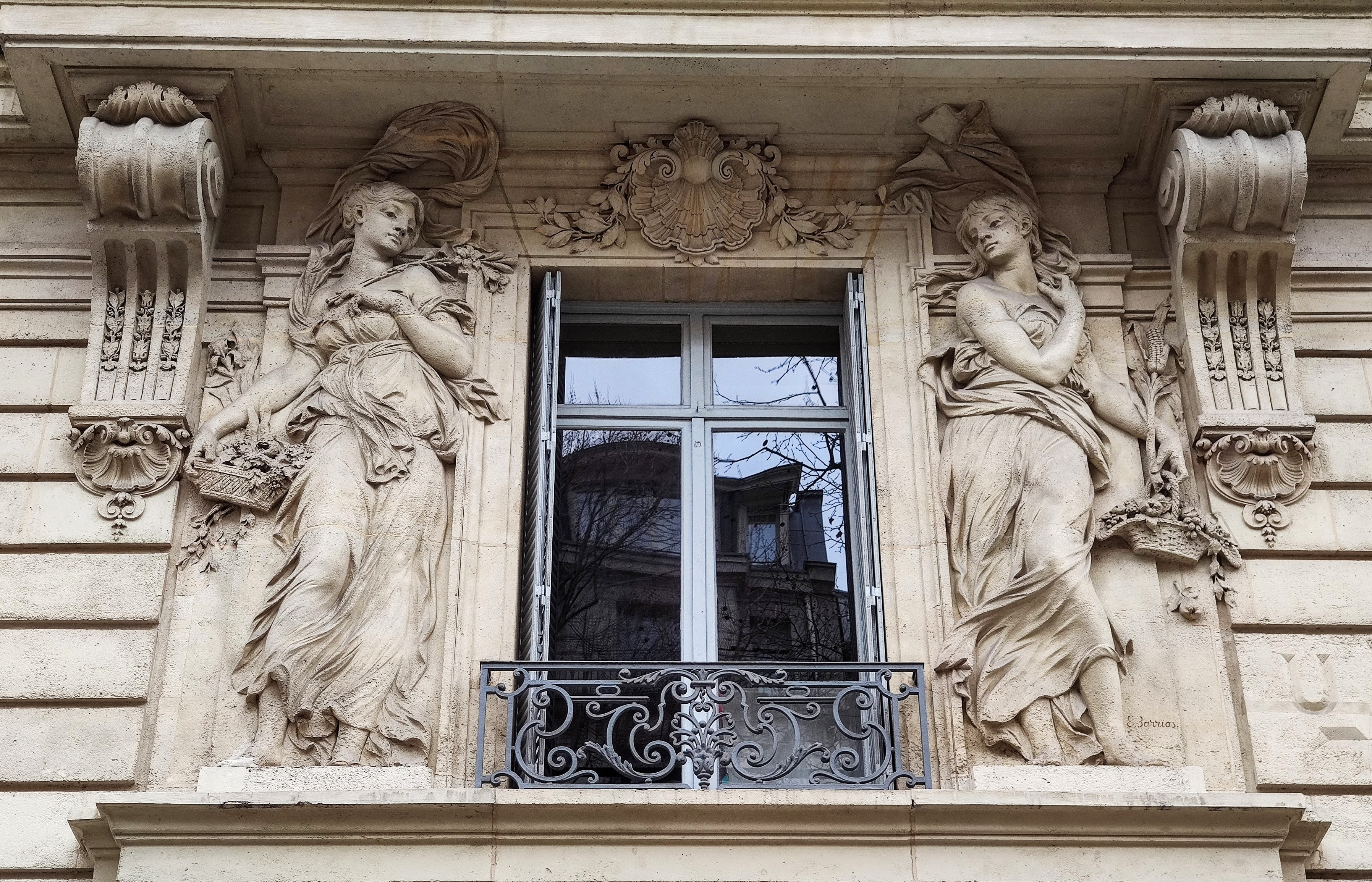
No 30 : sculptures encadrant une fenêtre.

L'homme d'affaires François Pinault y a travaillé.